# Saitnihuta (Pangururan)
Saitnihuta is een bestuurslaag in het regentschap Samosir van de provincie Noord-Sumatra, Indonesië. Saitnihuta telt 657 inwoners (volkstelling 2010).